# ماركو بيرغر
ماركو بيرغر (بالإسبانية: Marco Berger)‏ هو مونتير وكاتب سيناريو ومخرج أرجنتيني، ولد في 8 ديسمبر 1977 في بوينس آيرس في الأرجنتين.

## وصلات خارجية
- ماركو بيرغر على موقع IMDb (الإنجليزية)
- ماركو بيرغر على موقع ألو سيني (الفرنسية)
- ماركو بيرغر على موقع أول موفي (الإنجليزية)
- ماركو بيرغر على موقع قاعدة بيانات الفيلم (الإنجليزية)
- ماركو بيرغر على موقع كينوبويسك (الروسية)